# Jesuit Joe
Jesuit Joe is een Franse speelfilm uit 1991, geregisseerd door Olivier Austen. De film is gebaseerd op de stripserie Jesuit Joe (1980) van Hugo Pratt.

## Rolverdeling
| Acteur            | Personage       |
| ----------------- | --------------- |
| Peter Tarter      | Jesuit Joe      |
| Peter Walsh       | Captain Fox     |
| Laurence Treil    | Mrs. Thorpe     |
| Geoffrey Carey    | Mr. Thorpe      |
| Chantal DesRoches | Duchess         |
| Valerio Popesco   | Captain Francis |